# Saussurea caprifolia
Saussurea caprifolia là một loài thực vật có hoa trong họ Cúc. Loài này được Iljin & Zaprjagaev miêu tả khoa học đầu tiên năm 1933.